# Acácio (retor)
Acácio (em latim: Acacius) foi um erudito pagão romano do século IV. Viveu na Cilícia e provavelmente era nativo de Tarso. Era pai de Ticiano e uma filha de nome desconhecido que casou-se com Calício; talvez era parente do vigário Filoxeno. Ele estudou em Atenas e exerceu a função de retor e poeta épico.
Em data desconhecida foi honrado numa cidade, provavelmente Apameia, e compôs uma oração ao deus Asclépio por tê-lo curado de uma doença. Com base em seu epistolário sobrevivente, sabe-se que correspondeu com o prefeitos pretorianos do Oriente Estratégio Musoniano (354–358) e Hermógenes (358–360). Ele também correspondeu-se entre 357-365 com o sofista Libânio.